# 후레루.
《후레루.》(일본어: ふれる。)는 나가이 타츠유키가 감독을 맡고 CloverWorks가 제작한 일본의 애니메이션 영화다. 2024년 10월 4일에 개봉되었다.
《그날 본 꽃의 이름을 우리는 아직 모른다》(2011년), 《마음이 외치고 싶어해》(2015년), 《하늘의 푸르름을 아는 사람이여》(2019년)의 청춘 3부작의 메인 스태프(감독: 나가이 타츠유키, 각본: 오카다 마리, 캐릭터 디자인: 타나카 마사요시)가 재결집하여 제작되는 오리지널 장편 애니메이션 영화다.
도쿄를 무대로, 말에 의한 커뮤니케이션이 잘 되지 않는 어린 소꿉친구 청년 3인조가 이상한 생물의 힘을 빌려 마음을 이어가는 모습을 그려가는 이야기다.

## 줄거리
외딴 섬에 사는 초등학생인 오노다 아키는 학교에서 고립되어 있었지만, 해변의 무너진 동굴 속에 있던 동굴에 들어가 신기한 생물을 만난다. 그 생물은 섬의 전설에 있는 '후레루'를 연상시키는 것이었다. 아키는 그 생물을 같은 학년의 소부에 료와 이노하라 유타에게 보여주고, 생물은 3명이 '후레루'라고 이름 붙여 은밀하게 돌보게 되고, 아키는 료와 유타와 친교를 맺는다. '후레루'에 접촉한 3명은 몸을 만지는 것만으로 서로가 생각하고 있는 것을 알게 되었다.
20세가 된 3명은 '후레루'를 데리고 도쿄에 나와 다카다노바바에 있는 낡은 집을 빌려 홈셰어를 시작한다. 아키는 바에서 아르바이트, 료는 부동산 회사의 사원, 우타는 복식 전문학교의 학생이 되었다. 아키는 말하기가 어려운 성격에서 접객에 고생하고 있었지만, 요리에는 열심이었다.
어느 밤, 아키는 일하는 바 근처에서 날치기범을 쫓아 도둑의 가방을 되돌려 주인의 여성에게 건네주었다. 후일, 아키가 맡는 가게에 날치기 피해를 당한 여성 아사카와 나나와 그 친구의 카모자와 주리가 방문한다. 두 사람은 아키에게 예를 말하려 했고, 그 후 3명이 사는 집에도 (가게에 있던 료나 우타에게 데려와) 나갔다. 나나는 유타가 다니는 전문학교에 이전이었다고 알 수 있다.
며칠 후, 스토커에 고민하는 나나의 이사처로서, 료에게 부탁하는 형태로 2명은 다시 3명의 집을 방문해, 동거 생활이 시작된다. 다소의 충돌을 포함하면서도 5명은 친밀해져, '후레루'도 (능력을 제외하고) 주리와 나나가 아는 것이 되었다. 어느 밤, 5명은 함께 편의점에 나갔던 가운데, 근처의 공원에서 프리스비에 흥겨워했다. 그 사이에 아키와 주리는 서로의 과거와 친구와의 관계에 대해 이야기하고, 아키는 주리에게 호의를 품는다. 그보다 얼마 전, 아키는 바에서 낸 맛없는 밥을 손님의 레스토랑 오너에게 칭찬해 시즈오카에서 열리는 신점의 주방 스태프으로서 오퍼를 받는다. 그것을 SNS로 주리에게 전한 아키는 거기서 호의를 쓰려고 그만두었다.
한편, 유타는 전문학교에서 과제의 팀 리더로 바빠지는 가운데, 나나에 관심을 보인다. 밤, 둘이 된 때에 술의 기세에도 맡겨 키스를 요구해, 나나는 그것을 받아들였다. 그것을 알게 된 아키와 료는 '칵테일 시음회'라는 명목으로 나나와 주리를 가을 근무처로 불러 교제를 축하하는 서프라이즈 파티를 열려고 한다. 하지만 바에 온 나나와 주리는 예상외로 화난다. 그에 대해 아키가 발한 말에 나나는 그 자리를 떠났고, 주리는 나나가 아키에게 호의를 가지고 있었다고 말해 뒤를 쫓았다. 유타는 아키와 료가 자신을 비웃으려고 한 것이라고 의심을 품는다.
나나는 혼자 외출한 곳에서 스토커를 만나 부상을 입고 입원한다. 주리가 스토커로 나타낸 것은 전문학교의 교원으로, 관계가 있던 유타는 스스로를 비난했다. 거기에 상경해 온 초등학교의 교사 와키타가 3명의 집에 묵는다. 와키타는 대학 시절에 섬의 전설 '후레루'에 대해 조사한 적도 있고, '후레루'의 힘은 섬사람의 마음을 정리했지만, 사람들의 반발하는 마음은 전하지 않고, 너무 의지하면 힘든 일이 일어난다라는 이야기를 했다.
태도가 바뀐 유타와 료의 논의에서 '후레루'가 관계를 해치는 마음은 전하지 않는 것을 3명은 깨닫는다.

## 등장인물
오노다 아키(小野田 秋)
성우 - 나가세 렌
3명의 주인공 중 1명. 바에서 아르바이트 중인 청년, 20세. 커뮤니케이션이 서투르고, '입보다 손이 먼저 나오는' 성격. 키가 커서 높이가 낮은 문틀에 머리를 자주 부딪치고 있다.
소부에 료(祖父江 諒)
성우 - 반도 료타
3명의 주인공 중 1명. 부동산 회사에 근무하는 신인 직원. 20세. 아버지는 어부였지만 부상으로 어선도 매각했기 때문에 스스로가 가계를 지지하는 목적으로 상경했다.
이노하라 유타(井ノ原 優太)
성우 - 마에다 켄타로
3명의 주인공 중 1명. 복식 전문학교생으로, 디자이너 지망. 20세. 안경을 쓰고 있다.
카모자와 주리(鴨沢 樹里)
성우 - 시라이시 하루카
나나의 소꿉친구. 20세.
아사카와 나나(浅川 奈南)
성우 - 이와미 마나카
전 복식 전문 학생. 20세.
와키타(脇田)
성우 - 미나가와 사루토키
아키, 료, 유타의 학창시절의 은사. 아키가 고립되어 있던 초등학생 시절, 친구가 되도록 료와 유타에게 부탁하고 있었다.
시마다 코헤이(島田 公平)
성우 - 츠다 켄지로
복식 전문학교의 선생님으로, 유타네 반의 부담임.
후레루(ふれる)
본작의 키 캐릭터. 고슴도치 같은 모습을 한 이상한 생물. 어쩌다 소꿉친구 3명과 함께 살게 된다. 이 만남을 계기로 그들의 운명을 크게 바꾼다.

## 스태프
- 감독 - 나가이 타츠유키
- 각본 - 오카다 마리
- 캐릭터 디자인 - 타나카 마사요시
- 음악 - 요코야마 마사루, TeddyLoid
- 감독조수 - 모리야마 히로유키
- 프롭 디자인 - 타카다 아키라
- 미술 설정 - 시오자와 요시노리, 사카키에다 토시유키(아트 팀 콘보이)
- 미술 감독 - 오가시와 야요이
- 색채 설계 - 나카시마 카즈코
- 촬영 감독 - 사쿠마 유야
- CG 디렉터 - 와타나베 케이타(서블리메이션)
- 편집 - 니시야마 시게루
- 음향 감독 - 아케타가와 진
- 제작(制作) - CloverWorks
- 제작 간사 - 애니플렉스, STORY inc.
- 제작(製作) - 후레루. 제작위원회(애니플렉스, STORY inc., 후지 텔레비전, 로손)
- 배급 - 도호, 애니플렉스

## 주제가
모노톤(モノトーン)
노래 - YOASOBI
본작 전용의 신작곡이다.